# بيتر ستراوس
بيتر ستراوس (بالإنجليزية: Peter Strauss)‏ (و. 1947  م) هو ممثل مسرحي، وممثل أفلام، وممثل تلفزي، ومؤدي أصوات أمريكي، ولد في نيويورك.

## التعليم
تعلم في كلية الاتصالات الجامعية الشمالية الغربية ‏.

## وصلات خارجية
- بيتر ستراوس على موقع IMDb (الإنجليزية)
- بيتر ستراوس على موقع ألو سيني (الفرنسية)
- بيتر ستراوس على موقع تيرنر كلاسيك موفيز (الإنجليزية)
- بيتر ستراوس على موقع أول موفي (الإنجليزية)
- بيتر ستراوس على موقع قاعدة بيانات برودواي على الإنترنت (الإنجليزية)
- بيتر ستراوس على موقع قاعدة بيانات الأفلام السويدية (السويدية)
- بيتر ستراوس على موقع إن إن دي بي (الإنجليزية)
- بيتر ستراوس على موقع قاعدة بيانات الفيلم (الإنجليزية)
- بيتر ستراوس على موقع كينوبويسك (الروسية)